# Rönshausen
Rönshausen ist ein Ortsteil der Gemeinde Eichenzell im osthessischen Landkreis Fulda. Zu Rönshausen gehört der Weiler Melters.

## Geographische Lage
Rönshausen liegt in den westlichen Ausläufern der Rhön westlich von Lütter. Durch den Ort verläuft die Landesstraße 3307. Der Ort hat einen Haltepunkt an der Bahnstrecke Fulda–Gersfeld.

## Geschichte

### Ortsgeschichte
Die älteste bekannte schriftliche Erwähnung von Rönshausen erfolgte unter dem Namen Rohingeshus im Jahr 866 in einer Urkunde des Reichsklosters Fulda.
Zum 1. August 1968 wurde im Zuge der Gebietsreform in Hessen die Gemeinde Melters auf freiwilliger Basis in die Gemeinde Rönshausen eingemeindet. Zum  31. Dezember 1971 wurde die Gemeinde Rönshausen als Ortsteil in die Großgemeinde Eichenzell eingegliedert.
Für Rönshausen wurde, wie für die übrigen Ortsteile von Eichenzell, ein Ortsbezirk eingerichtet.

### Verwaltungsgeschichte im Überblick
Die folgende Liste zeigt die Staaten und Verwaltungseinheiten, denen Rönshausen angehört(e):
- vor 1803: Heiliges Römisches Reich, Hochstift Fulda, Centoberamt Fulda
- 1803–1806: Heiliges Römisches Reich, Fürstentum Nassau-Oranien-Fulda, Fürstentum Fulda, Johannesberg
- 1806–1810: Kaiserreich Frankreich, Fürstentum Fulda (Militärverwaltung)
- 1810–1813: Großherzogtum Frankfurt, Departement Fulda, Distrikt Johannesberg
- ab 1816: Kurfürstentum Hessen, Großherzogtum Fulda, Amt Neuhof[7]
- ab 1821: Kurfürstentum Hessen, Provinz Fulda, Kreis Fulda[8][Anm. 2]
- ab 1848: Kurfürstentum Hessen, Bezirk Fulda
- ab 1851: Kurfürstentum Hessen, Provinz Fulda, Kreis Fulda
- ab 1867: Königreich Preußen,[Anm. 3] Provinz Hessen-Nassau, Regierungsbezirk Kassel, Kreis Fulda
- ab 1871: Deutsches Reich,  Königreich Preußen, Provinz Hessen-Nassau, Regierungsbezirk Kassel, Kreis Fulda
- ab 1918: Deutsches Reich, Freistaat Preußen, Provinz Hessen-Nassau, Regierungsbezirk Kassel, Kreis Fulda
- ab 1944: Deutsches Reich, Freistaat Preußen, Provinz Kurhessen, Landkreis Fulda
- ab 1945: Deutsches Reich, Amerikanische Besatzungszone,[Anm. 4] Groß-Hessen, Regierungsbezirk Kassel, Landkreis Fulda
- ab 1946: Deutsches Reich, Amerikanische Besatzungszone, Hessen, Regierungsbezirk Kassel, Landkreis Fulda
- ab 1949: Bundesrepublik Deutschland, Hessen, Regierungsbezirk Kassel, Landkreis Fulda
- ab 1972: Bundesrepublik Deutschland, Hessen, Regierungsbezirk Kassel, Landkreis Fulda, Gemeinde Eichenzell[Anm. 5]

## Bevölkerung

### Einwohnerentwicklung
| Quelle: Historisches Ortslexikon |                                |
| • 1499/ 1546:                    | wüst                           |
| • 1680:                          | 7 Untertanen der von Berlepsch |
| • 1789:                          | 21 Nachbarn u. 2 Beisassen     |
| • 1812:                          | 23 Feuerstellen, 208 Seelen    |

| Rönshausen: Einwohnerzahlen von 1812 bis 2023 | Rönshausen: Einwohnerzahlen von 1812 bis 2023 | Rönshausen: Einwohnerzahlen von 1812 bis 2023 | Rönshausen: Einwohnerzahlen von 1812 bis 2023 | Rönshausen: Einwohnerzahlen von 1812 bis 2023 |
| --- | --------------------------------------------- | --------------------------------------------- | --------------------------------------------- | --------------------------------------------- |
| Jahr |                                               |                                               |                                               | Einwohner                                     |
| 1812 | 1812                                          |                                               | 208                                           | 208                                           |
| 1834 | 1834                                          |                                               | 270                                           | 270                                           |
| 1840 | 1840                                          |                                               | 258                                           | 258                                           |
| 1846 | 1846                                          |                                               | 254                                           | 254                                           |
| 1852 | 1852                                          |                                               | 243                                           | 243                                           |
| 1858 | 1858                                          |                                               | 257                                           | 257                                           |
| 1864 | 1864                                          |                                               | 247                                           | 247                                           |
| 1871 | 1871                                          |                                               | 223                                           | 223                                           |
| 1875 | 1875                                          |                                               | 227                                           | 227                                           |
| 1885 | 1885                                          |                                               | 219                                           | 219                                           |
| 1895 | 1895                                          |                                               | 213                                           | 213                                           |
| 1905 | 1905                                          |                                               | 236                                           | 236                                           |
| 1910 | 1910                                          |                                               | 242                                           | 242                                           |
| 1925 | 1925                                          |                                               | 245                                           | 245                                           |
| 1939 | 1939                                          |                                               | 280                                           | 280                                           |
| 1946 | 1946                                          |                                               | 414                                           | 414                                           |
| 1950 | 1950                                          |                                               | 408                                           | 408                                           |
| 1956 | 1956                                          |                                               | 416                                           | 416                                           |
| 1961 | 1961                                          |                                               | 415                                           | 415                                           |
| 1967 | 1967                                          |                                               | 408                                           | 408                                           |
| 1970 | 1970                                          |                                               | 513                                           | 513                                           |
| 1980 | 1980                                          |                                               | ?                                             | ?                                             |
| 1990 | 1990                                          |                                               | ?                                             | ?                                             |
| 1996 | 1996                                          |                                               | 604                                           | 604                                           |
| 2000 | 2000                                          |                                               | 655                                           | 655                                           |
| 2005 | 2005                                          |                                               | 821                                           | 821                                           |
| 2011 | 2011                                          |                                               | 816                                           | 816                                           |
| 2016 | 2016                                          |                                               | 791                                           | 791                                           |
| 2020 | 2020                                          |                                               | 971                                           | 971                                           |
| 2023 | 2023                                          |                                               | 953                                           | 953                                           |
| Datenquelle: Historisches Gemeindeverzeichnis für Hessen: Die Bevölkerung der Gemeinden 1834 bis 1967. Wiesbaden: Hessisches Statistisches Landesamt, 1968. Weitere Quellen: LAGIS; Gemeinde Eichenzell; Zensus 2011 |                                               |                                               |                                               |                                               |

### Einwohnerstruktur 2011
Nach den Erhebungen des Zensus 2011 lebten am Stichtag dem 9. Mai 2011 in Rönshausen 816 Einwohner. Darunter waren 21 (2,6 %) Ausländer.
Nach dem Lebensalter waren 204 Einwohner unter 18 Jahren, 372 zwischen 18 und 49, 285 zwischen 50 und 64 und 234 Einwohner waren älter.
Die Einwohner lebten in 306 Haushalten. Davon waren 66 Singlehaushalte, 78 Paare ohne Kinder und 138 Paare mit Kindern, sowie 18 Alleinerziehende und 6 Wohngemeinschaften. In 57 Haushalten lebten ausschließlich Senioren und in 225 Haushaltungen lebten keine Senioren.

### Historische Religionszugehörigkeit
| • 1885: | ein evangelischer (= 0,46 %), 218 katholische (= 99,54 %) Einwohner |
| • 1961: | 27 evangelische (= 6,51 %), 388 katholische (= 93,48 %) Einwohner   |

## Politik

### Ortsbeirat
Für den Ortsteil Rönshausen besteht ein Ortsbezirk (Gebiete den ehemaligen Gemeinden Rönshausen und Melters) mit Ortsbeirat und Ortsvorsteher nach der Hessischen Gemeindeordnung.
Der Ortsbeirat besteht aus sieben Mitgliedern. Bei den Kommunalwahlen in Hessen 2021 betrug die Wahlbeteiligung zum Ortsbeirat 55,53 %. Alle Kandidaten gehörten der CDU an. Der Ortsbeirat wählte Leonhard Will zum Ortsvorsteher.

### Wappen
Am 28. Juni 1966 wurde der Gemeinde Rönshausen ein Wappen mit folgender Blasonierung verliehen: Der durch einen rot-weißen Schräglinksbalken geteilte Schild zeigt oben einen silbernen Löwenkopf mit roten Streifen neben einer silbernen Lilie in blauem Feld und unten die weiß-blauen bayrischen Wecken.

## Infrastruktur
Im Ort gibt es ein Bürgerhaus und die Kindertagesstätte Schneckenhaus.